# 應平縣
應平縣，是明代交阯承宣布政使司下轄的一個縣。
原名應天縣，治所可能在今越南河内市應和縣、彰美縣。

## 沿革
- 永樂五年（1407年）六月癸未改應天縣置應平縣，屬交州府威蠻州領，設稅課局，並在應平縣之三議河設巡檢司[3]。
- 永樂十三年八月丁亥，革應平稅課局[4]。
- 永樂十四年(1416年)五月丙午，設應平縣陰陽學、醫學[5]。